# Friedrich Wilhelm Gubitz

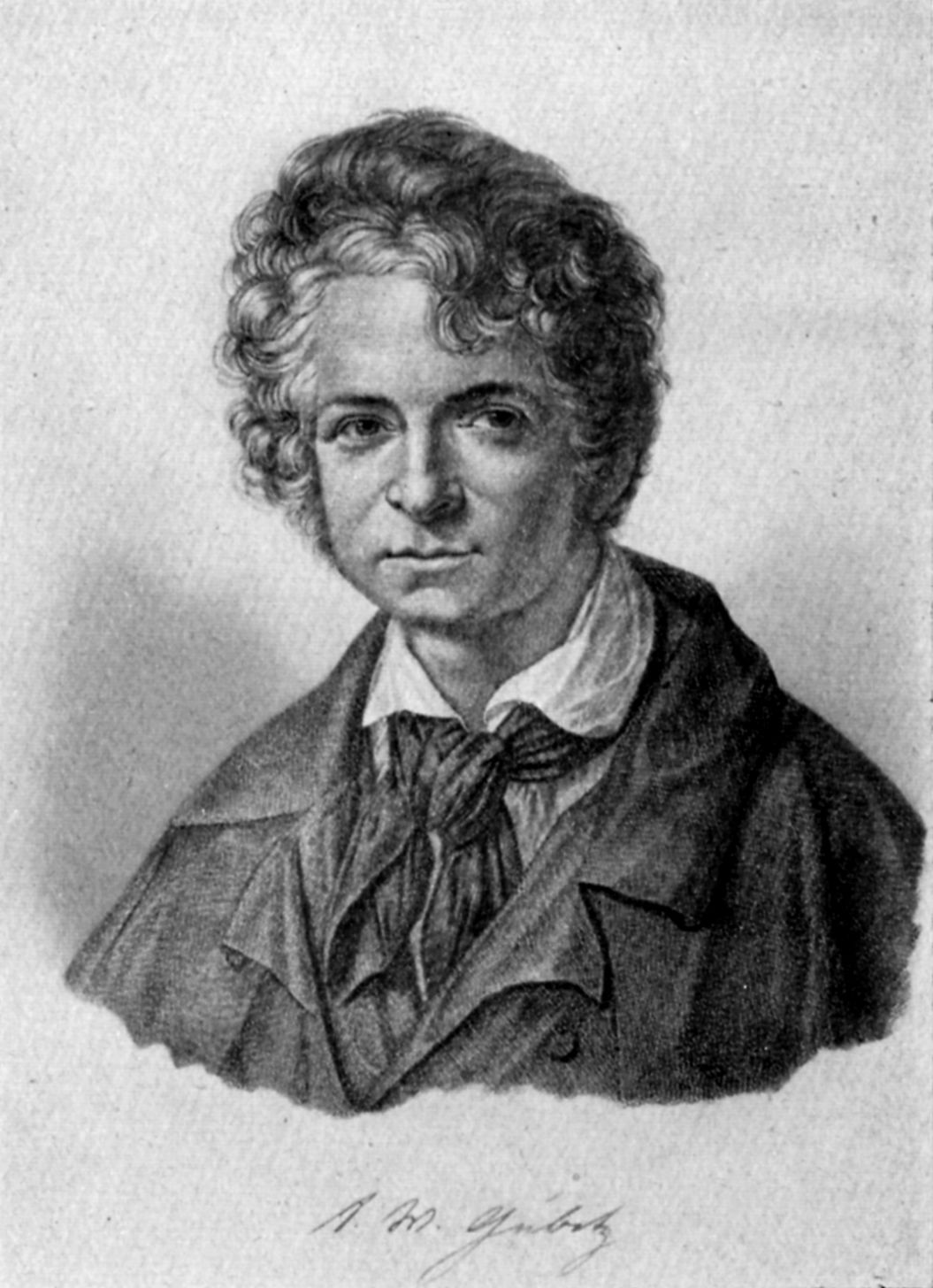
Friedrich Wilhelm Gubitz

Friedrich Wilhelm Gubitz (* 27. Februar 1786 in Leipzig; † 5. Juni 1870 in Berlin) war ein deutscher Grafiker (Holzstecher), Schriftsteller, Theaterkritiker, Herausgeber und Kunstprofessor.

## Leben
Friedrich Wilhelm Gubitz, Sohn des Schriftsetzers Johann Christoph Gubitz (1754–1826), besuchte ab 1795 das Gymnasium in Wittenberg. Mit elf Jahren war die Familie mit ihm nach Berlin gezogen. 1801 ging er nach Jena, um sich einem Studium der Theologie zu widmen. Während dieser Zeit entstanden erste Holzschnittarbeiten, die er in Berlin ausstellte und eine längst vergessene Technik wieder bekannt machte. 1805 wurde er – mit 19 Jahren – als Professor an die Berliner Kunstakademie berufen.
Dort lehrte er die Technik des Holzschnittes. Um den Farbholzschnitt machte er sich verdient und wirkte mit dieser Kunstmethode in Deutschland in einer Zeit wachsenden Nationalbewusstseins. Er beförderte so die grafische Technik für Bildauflagen (Druck von Porträts), Illustrationen von Büchern und Zeitschriften.
In seiner Position hatte er bedeutende Schüler, darunter Franz Theodor Kugler, Heinrich Rudolf Genée, Friedrich Unzelmann und Luise Beck. In Berlin war er auch Verleger und Publizist, zusätzlich war sein Haus der Zeit entsprechend eine gesellschaftliche Institution und Treffpunkt für Schüler und Künstler.

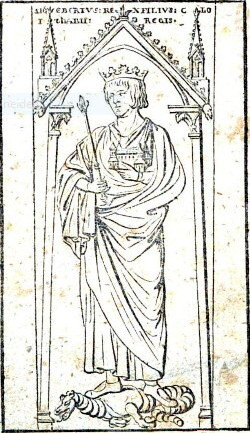
Sigiberts I. Grabmal zu Soissons, Holzschnitt von Gubitz (vor 1815), abgedruckt in einem Buch des Germanisten Zeune über das Nibelungenlied

Im Eigenverlag war er Herausgeber der Anthologie Gaben der Milde (4 Bde., 1817–1818), in denen unter anderem Beiträge von Goethe sowie die Geschichte vom braven Kasperl und dem schönen Annerl von Clemens Brentano veröffentlicht wurden. Der Vertrieb erfolgte durch Verlosung, der Erlös wurde zu Gunsten der Kriegsverletzten aus dem Freiheitskrieg verwendet.
In seiner Zeitschrift Der Gesellschafter veröffentlichte er Gedichte von Heinrich Heine (1821) und anderen Autoren seiner Zeit. Gubitz schrieb auch für die Vossische Zeitung, für die er von 1823 bis zu seinem Tod als Theaterkritiker tätig war. Sein Nachfolger in diesem Amt wurde im Sommer 1870 Theodor Fontane.
Gubitz ehelichte am 3. Januar 1815  Henriette Friederike, geb. Fleck (* 23. April 1797; † 26. August 1873), die Tochter des Johann Friedrich Ferdinand Fleck und war somit Schwiegersohn des bekannten Schauspielers und der Schauspielerin Sophie Louise, geb. Mühl (1777–1846).
Friedrich Wilhelm Gubitz starb an Pfingstsonntag 1870 im Alter von 84 Jahren in Berlin. Beigesetzt wurde er auf dem Friedhof der Dorotheenstädtischen und Friedrichswerderschen Gemeinden an der Chausseestraße. Das Grab ist nicht erhalten.

## Werke
- Holzstiche, Farbholzschnitte
- „Hänsel und Gretel“ – eigene Fassung des Märchens

Eine Bibliographie seines schriftstellerischen Werkes findet sich bei Karl Goedeke.

### Autobiographisches
- Erlebnisse. Nach Erinnerungen und Aufzeichnungen. 3 Bde. Berlin, 1868–1869.

### Bühnenwerke
- Die Talentprobe. Lustspiel in einem Akt. Berlin, 1813
- Lieb’ und Versöhnen oder Die Schlacht bei Leipzig. Schauspiel in einem Akt. Berlin 1816. (Carl Maria von Weber komponierte dazu eine musikalische Einleitung und vertonte zwei Lieder)

### Herausgeber
- Der Gesellschafter oder Blätter für Geist und Herz. Berlin, 1817–1848.
- Gaben der Milde. 4 Bändchen. Berlin, 1817–1818.
- mit Karl von Holtei:[8] Jahrbuch deutscher Bühnenspiele. (11.–45. Jahrgang.) Berlin, 1832–1866.
- Deutscher Volks-Kalender. Jahrbuch des Nützlichen und Unterhaltenden. Berlin, 1835–1870.
- Monatsschrift für Dramatik, Theater, Musik. Berlin, 1846–1848.

### Lyrik
- Gedichte. In zwei Bänden. Berlin, 1860.

Wie vom Sturm verweht,

So das Leben vergeht;

Wie der Tag nicht weilt,

So das Glück enteilt;

Wie der Abend sinkt,

So der Tod uns winkt.

## Ehrung
Seit dem 1. Juni 1910 trägt eine Straße im Berliner Bezirk Pankow, Ortsteil Prenzlauer Berg, seinen Namen: Gubitzstraße. Sie beginnt als Sackgasse an der Ringbahntrasse und verläuft über die Grell- und Ostseestraße zur Paul-Grasse-Straße.